# 청주시립도서관
청주시립도서관(淸州市立圖書館)은 대한민국 충청북도 청주시 상당구 용암로 55에 있는 도서관이다.

## 연혁
- 2003년 9월 4일 청주시립정보도서관 개관
- 2004년 7월 15일 청주기적의도서관 위탁(제1기)
- 2006년 1월 1일 청주기적의도서관 위탁(제2기)
- 2007년 3월 21일 청주북부도서관 개관
- 2007년 3월 28일 청주미술창작스튜디오 개관
- 2008년 9월 24일 청주미술창작스튜디오 이관(->문화관광과).
- 2008년 9월 24일 청주기적의도서관 운영에 관한사항 이관(->청주시립정보도서관).
- 2009년 1월 1일 청주기적의도서관 위탁(제3기)
- 2009년 3월 31일 청주서부시립도서관 개관
- 2009년 4월 7일 청주신율봉어린이도서관 개관
- 2009년 4월 17일 청주미술창작스튜디오 이관(->청주시립정보도서관)
- 2010년 3월 18일 상당도서관 개관
- 2011년 1월 1일 청주시립도서관으로 명칭변경
- 2011년 7월 1일 평생교육원 산하 청주시립도서관으로 조직 변경
- 2011년 7월 1일 청주미술창작스튜디오 이관(->청주시 평생교육원 관리과)
- 2012년 3월 13일 남부도서관 개관
- 2013년 9월 24일 청원군 오송도서관 개관

## 도서관 현황
청주시립도서관
- 개관일: 2003년 9월 4일
- 주소: 충청북도 청주시 상당구 용암로 55

시립청원도서관
- 개관일: 2007년 3월 21일
- 주소: 충청북도 청주시 청원구 사뜸로61번길 88-14

시립흥덕도서관
- 개관일: 2009년 3월 31일
- 주소: 충청북도 청주시 흥덕구 증안로90번길 34

시립신율봉어린이도서관
- 개관일: 2009년 4월 7일
- 주소: 충청북도 청주시 흥덕구 신율로153번길 16

시립상당도서관
- 개관일: 2010년 3월 18일
- 주소: 충청북도 청주시 상당구 대성로 195

시립서원도서관
- 개관일: 2012년 3월 13일
- 주소: 충청북도 청주시 서원구 분평로 35

오송도서관
- 개관일: 2013년 9월 24일
- 주소: 충청북도 청주시 흥덕구 오송읍 오송생명1로 180